# Matthew Warchus
Matthew Warchus, född 24 oktober 1966 i Rochester i Storbritannien,  är en engelsk teaterregissör och dramatiker. Warchus är sedan 2015 konstnärlig ledare för teatern Old Vic i London.

## Biografi
Warchus växte upp i Selby där han studerade vid Selby High School. Warchus har en examen från Universitetet i Bristol där han studerade dramaturgi.
Warchus utsågs 2014 till att ta över efter Kevin Spacey som konstnärlig ledare för teatern Old Vic i London åren 2015–2026.
Warchus är gift med den amerikanska skådespelerskan Lauren Ward. Paret har tre barn.

## Teater

### Regi (i urval)
- 2010-2011 –  Musikalen Matilda, på Courtyard Theatre.[13]
- 2011-2025 –  Musikalen Matilda, på Cambridge Theatre (West End).[14]
- 2013-2017 –  Musikalen Matilda, på Shubert Theatre (Broadway).[15]

## Filmografi

### Regi (i urval)
- 2014 – Pride
- 2022 – Roald Dahl's Matilda the Musical